# Christaturm
Der Christaturm ist ein 2170 m ü. A. hoher Gipfel im Wilden Kaiser in Tirol, der östlich in eine markante Felswand aus Wettersteinkalk abfällt. Der Berg liegt auf dem Gemeindegebiet von Kirchdorf in Tirol.

## Lage
Der Christaturm ist ein aus Osten gesehen imposanter Felsturm, der mit bis zu 200 Metern hohen Wänden in die Steinerne Rinne abfällt. Diese trennt den Gipfel ostseitig vom Predigtstuhl. Westlich befindet sich das Totenkirchl, das vom Christaturm über die Winklerscharte erreichbar ist und dahinter ein großer Felskessel, der Hohe Winkel. Im Norden befindet sich nach der Fleischbankscharte die Fleischbank, südseitig folgt die Hintere Karlspitze.

## Routen
Der Ostseite des Christaturms zählt zu den berühmten Kletterbergen der nördlichen Kalkalpen. Hier befinden sich Kletterrouten, die Alpingeschichte geschrieben haben.
Der heutige Normalweg (meist als Abstieg benutzt) verläuft oberhalb der Steinernen Rinne kurz unterhalb des Ellmauer Tores (Nordseite) westlich von der markierten Route abzweigend zunächst über ein Geröllfeld auf Pfadspur (Zustieg) an die Ostwand der Hinteren Karlspitze heran und dort durch eine schluchtartige Rinne (Herrweg, Markierungen und Bohrhaken, II, längere Stelle III+) hinauf zu Grasschrofen und einfacherem Gehgelände und über eine Scharte südseitig am Christaturm vorbei auf dessen Rückseite und von der Pfadspur zur Fleischbank abzweigend zur Christascharte. Hier beginnt der Aufstieg zum Gipfel (III), über eine Rampe und eine Rinne (Bohrhaken) wird das Gipfelkreuz erreicht. Zeitbedarf vom Ellmauer Tor bis zum Gipfel etwa eineinviertel Stunden.
Alternativ kann der Einstieg zur Gipfelrampe auch von der Hinteren Karlspitze im II. Schwierigkeitsgrad erreicht werden. Hierzu wird vom Gipfelkreuz der Hinteren Karlspitze dem Grat nordwestlich Richtung Winklerscharte (Grat Richtung Totenkirchl) gefolgt, bis nordseitig deutliche Begehungsspuren über eine Geröllterrasse und eine Felsrinne auf die Verbindungsroute Fleischbank – Winklerscharte hinabführen, über die und über eine Abzweigung die Christascharte erreicht wird (zunächst über Felsen, das restliche Stück ab unterhalb der Christascharte auf gutem Steig). Zeitbedarf vom Gipfelkreuz der Hinteren Karlspitze bis zum Gipfel etwa eineinviertel Stunden.